# Francisco de Aguirre
Pour les articles homonymes, voir Francisco Aguirre (homonymie) et Aguirre.
Ne doit pas être confondu avec Lope de Aguirre.
 (décembre 2016).
Francisco de Aguirre de Meneses, né vers 1507 à Talavera de la Reina (Espagne) et mort en 1581 à La Serena (Royaume du Chili), est un conquistador espagnol ayant participé aux conquêtes du Chili et de l'Argentine. Il fut notamment l'un des fondateurs de la ville de Santiago del Estero.

## Jeunesse
Il est le fils de Hernando de la Rúa et de Constanza de Meneses. Très jeune, il s'engage dans les troupes impériales de Charles Quint et prend part à la bataille de Pavie en 1525 et au sac de Rome en 1527. Durant son séjour à Rome en qualité d'Alférez, il est chargé de protéger un couvent, et pour le récompenser, le pape lui donne l'autorisation d'épouser sa cousine germaine María de Torres y Meneses, tandis que le roi[Qui ?] le nomme corrégidor de Talavera de la Reina.

## Arrivée en Amérique
En 1536, il s'embarque à destination du Vice-royaume du Pérou, avec une vaste suite composée d'esclaves et de serviteurs. Il participe à l'expédition de secours pour délivrer  Gonzalo Pizarro, assiégé à Cochabamba et, durant les années 1538 et 1539, à la conquête de la province de Charcas (dans ce qui deviendra plus tard la Bolivie) sous le commandement de Diego de Rojas. Il accompagne ensuite Pedro de Valdivia dans son expédition pour la conquête du royaume du Chili (1540).